# 1998年の政治
1998年の政治（1998ねんのせいじ）では、1998年（平成10年）の政治分野に関する出来事について記述する。

## できごと

### 1月
- 1月5日 - 民主党・新党友愛・国民の声・太陽党・フロムファイブ・民主改革連合党首会談。第142回通常国会に向けて、衆議院に院内統一会派の結成で合意。
- 1月8日 - 野党6党、統一会派「民主友愛太陽国民連合」（略称：民友連）の会派結成届を衆院事務局に提出。参院でも「民友連」の会派結成届を参院事務局に提出。
- 1月12日 - 第142回通常国会開会。
- 1月14日 - 参議院において押しボタン式投票での初採択。
- 1月18日
  - 民主党が沖縄県那覇市で第2回党大会を開催。民友連を政党連合から政権交代政治勢力に発展させるなどとした政治方針を採択。大会ではじめての代表選挙が実施され菅直人代表が無投票再選。
  - 公明が東京都で臨時党大会を開催。黎明クラブとの合流を決定、代表に浜四津敏子参議院議員、幹事長に鶴岡洋参議院議員を選出。新進党結成による旧公明党参議院の分裂から3年余ぶりに統一され参院議員25人の勢力となる。党大会では野党勢力のみならず自民党との連携にも含みを残した運動方針を採択。
  - 東京地方検察庁特別捜査部は日本道路公団の外債発行幹事証券会社の選定に際し、野村證券から贈賄があったとして、井坂武彦道路公団経理担当理事（元大蔵省造幣局長）、村住直孝野村證券元副社長、寺西功元常務取締役を贈収賄容疑で逮捕[1]。
- 1月21日 - ローマ法王ヨハネ・パウロ2世が初めてキューバを訪問[2]。キューバは1959年の革命以来、カトリックを締め出す政策をとっていた[2]。
- 1月23日 - 太陽党、国民の声、フロム・ファイブの3党が合流して民政党に改称。
- 1月30日 - ボリス・エリツィン露大統領、主要報道機関幹部と懇談で2000年ロシア大統領選挙への不出馬を表明[3]。

### 2月
- 2月2日 - 日本の郵便番号が7桁化。

### 3月
- 3月14日
  - ロシア大統領府、エリツィン大統領が呼吸器疾患で執務中止と発表。
  - インドネシア、第7次スハルト政権閣僚名簿発表。社会相にスハルトの長女、シティ・ハルディヤ・ルクマナ、産業貿易相に盟友の華人実業家のボブ・ハッサンなど一族・側近を登用する。
- 3月17日 - 中国全国人民代表大会、朱鎔基を首相に選出。
- 3月19日 - インドでヒンドゥー至上主義の人民党による連立政権成立。
- 3月23日 - ボリス・エリツィン露大統領、ヴィクトル・チェルノムイルジン首相を解任。首相代行にセルゲイ・キリエンコを任命。

### 4月
- 4月10日 - ベルファスト合意。
- 4月27日 - セルゲイ・キリエンコ首相代行、下院における第三回投票で首相に承認される。
- 4月27日 - 民主党に民政党、新党友愛、民主改革連合が合流。いわゆる「新民主党」が結成。

### 5月
- 5月5日 - インドネシアで暴動発生。
- 5月11日 - インド、地下核実験を再開。
- パキスタンがインドに対抗し、初の地下核実験。
- 5月21日 - インドネシアのスハルト大統領が辞任。

### 6月
- 6月22日 - 金融監督庁発足。
- 6月27日 - クリントン米大統領、訪中。

### 7月
- 7月1日 - 内閣法の一部改正により、内閣官房副長官の定数が2人（政務担当、事務担当が各1人）から3人（政務担当2人、事務担当1人）に増員となる。（実際に3人が任命されたのは同月31日から）

第18回参議院議員選挙党派別勢力図

- 7月12日 - 第18回参議院議員選挙投票。自民党は大敗し、橋本龍太郎首相は辞意を表明。
- 7月26日 - 北朝鮮最高人民会議代議員選挙(第10期)
- 7月30日 - 小渕内閣発足

### 8月
- 8月7日 - ケニアの首都ナイロビで、米大使館テロ事件。247人が死亡。
- 8月17日 - ロシア通貨危機。
- 8月20日 - 米国、アフガニスタンとスーダンのテロ関連施設をミサイル攻撃。
- 8月23日 - エリツィン露大統領、キリエンコ首相を解任し、首相代行にチェルノムイルジン前首相を任命。
- 8月31日 - 北朝鮮、テポドン発射、三陸沖に着弾（北朝鮮によるミサイル発射実験 (1998年)）。

### 9月
- 9月11日 - 露首相にエフゲニー・プリマコフ外相が就任する。
- 9月28日 - ドイツ連邦議会選挙、社会民主党と同盟90/緑の党の赤緑連合が勝利。

### 10月
- 10月2日 - モンゴルの民主運動指導者、サンジャースレンギーン・ゾリクが殺害される。
- 10月8日 - 金大中韓国大統領、訪日。
- 10月27日 - ドイツでゲアハルト・シュレーダー政権成立。

### 11月
- 11月10日 - インドネシア国民協議会特別会開会、総選挙に向けて審議入り。
- 11月10日 - 自民、公明両党、商品券支給に関する協議で合意。
- 11月11日 - 小渕恵三首相、訪露。12日、ボリス・エリツィン大統領と日露首脳会談。
- 11月11日 - 森喜朗自民党幹事長・野田毅自由党幹事長が会談。政策協議開始で合意。
- 11月12日 - 北京で中韓首脳会談。
- 11月12日 - 英上院、アウグスト・ピノチェト元チリ大統領の審理終了。
- 11月13日 - 日露両政府、共同文書「モスクワ宣言」を発表。平和条約を2000年までに締結するとの目標を明記する。
- 11月14日 - マレーシア、クアラルンプールでアジア太平洋経済協力会議（APEC）開会。** インドネシアの首都ジャカルタで学生や市民ら数万人がデモ。一部は暴徒化。
- 11月15日 - 沖縄県知事選挙投開票。自民党推薦の新人、稲嶺恵一が現職の大田昌秀を破り初当選。
- 11月16日 - 小渕恵三自民党総裁（首相）と小沢一郎自由党党首の党首会談。
- 11月17日 - 最高裁判所第三小法廷（千種秀夫裁判長）、野田実衆議院議員の上告棄却。現職議員に公職選挙法の拡大連座制を初適用。野田議員は失職。
- 11月24日 - 長崎市で国連軍縮会議開催。
- 11月25日 - 江沢民中国国家主席、訪日。

### 12月
- 12月1日 - 特定非営利活動促進法施行。
- 12月16日 - 国際連合の大量破壊兵器査察を拒否したイラクを米英軍が空爆。

## 死去
- 2月19日 - 新井将敬、衆議院議員(*1948年)
- 3月20日 - 愛野興一郎、衆議院議員(*1928年)
- 4月5日 - 神島二郎、政治学者(*1918年)
- 4月15日 - ポル・ポト、カンボジア首相(*1928年)
- 4月23日 - コンスタンディノス・カラマンリス、ギリシャ首相、大統領(*1907年)
- 5月19日 - 宇野宗佑、第75代内閣総理大臣(*1922年)
- 6月8日 - サニ・アバチャ、ナイジェリア第10代大統領(*1943年)
- 7月16日 - 奥田敬和、衆議院議員(*1927年)
- 8月5日 - トドル・ジフコフ、ブルガリアの国家評議会議長(*1911年)
- 9月14日 - 楊尚昆、中華人民共和国主席(* 1907年)